# Едмунд Пелхем

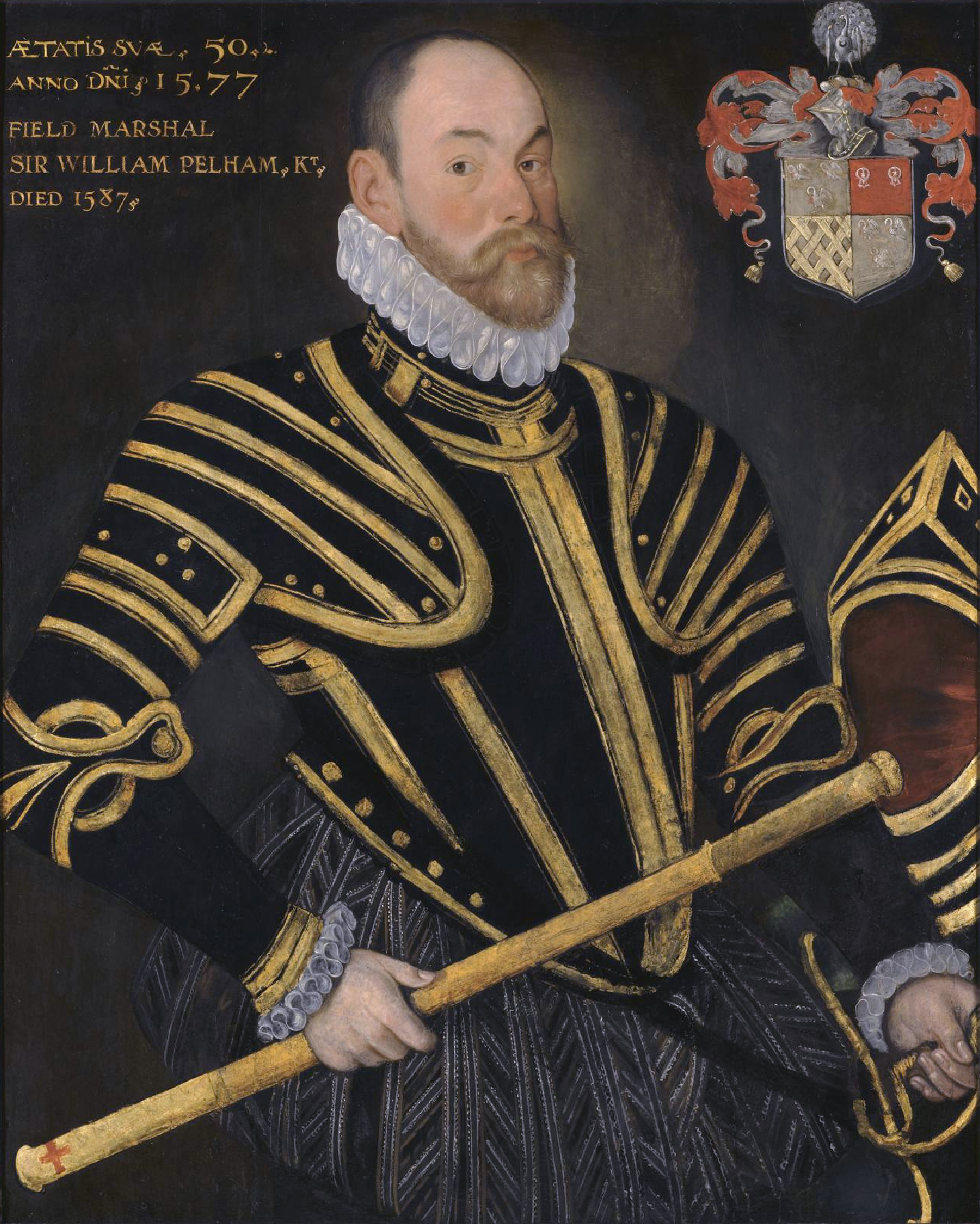
Сер Вільям Пелхем (1528—1587) — брат Едмунда Пелхема.

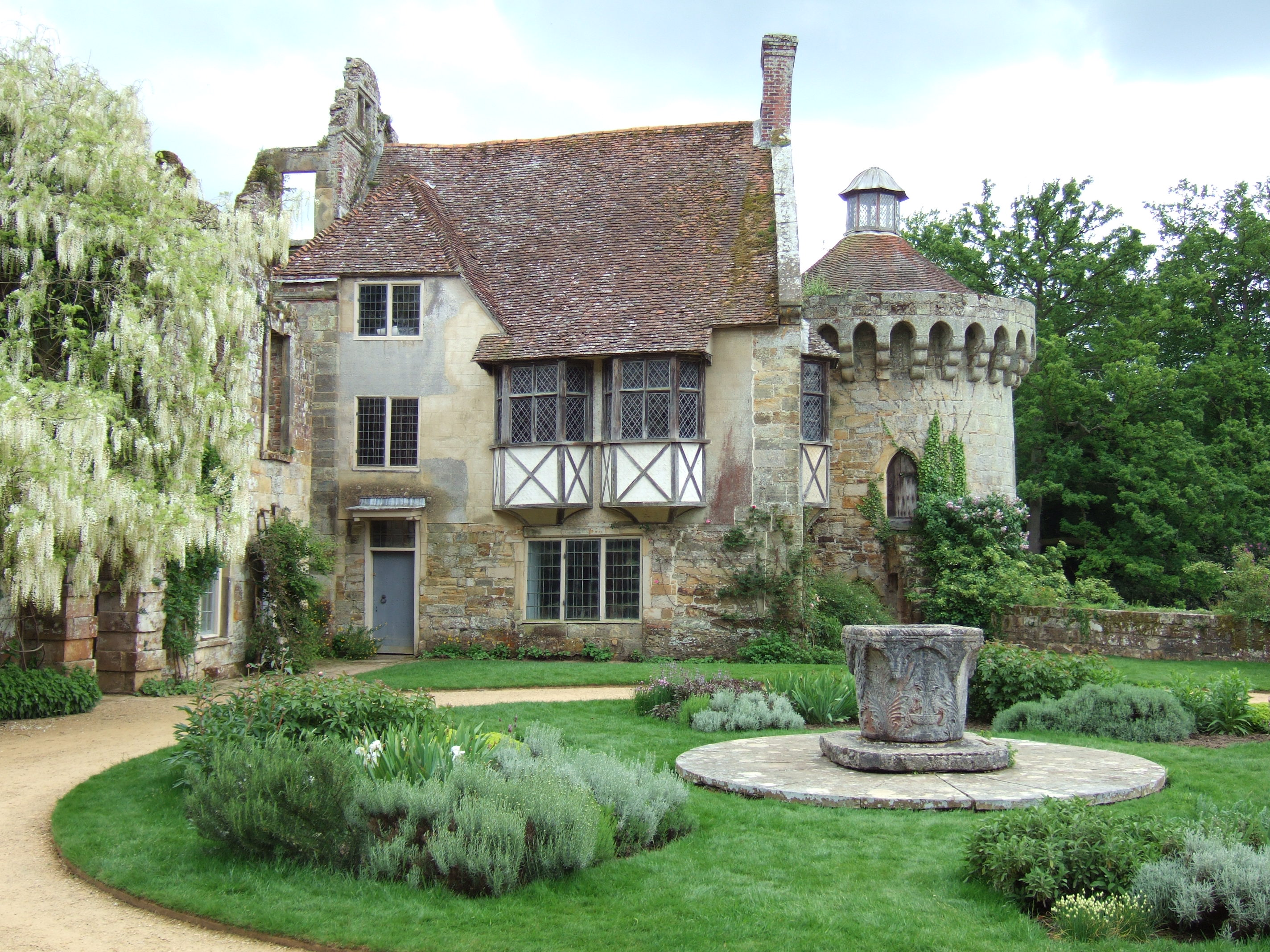
Замок Скотні-Кастл.

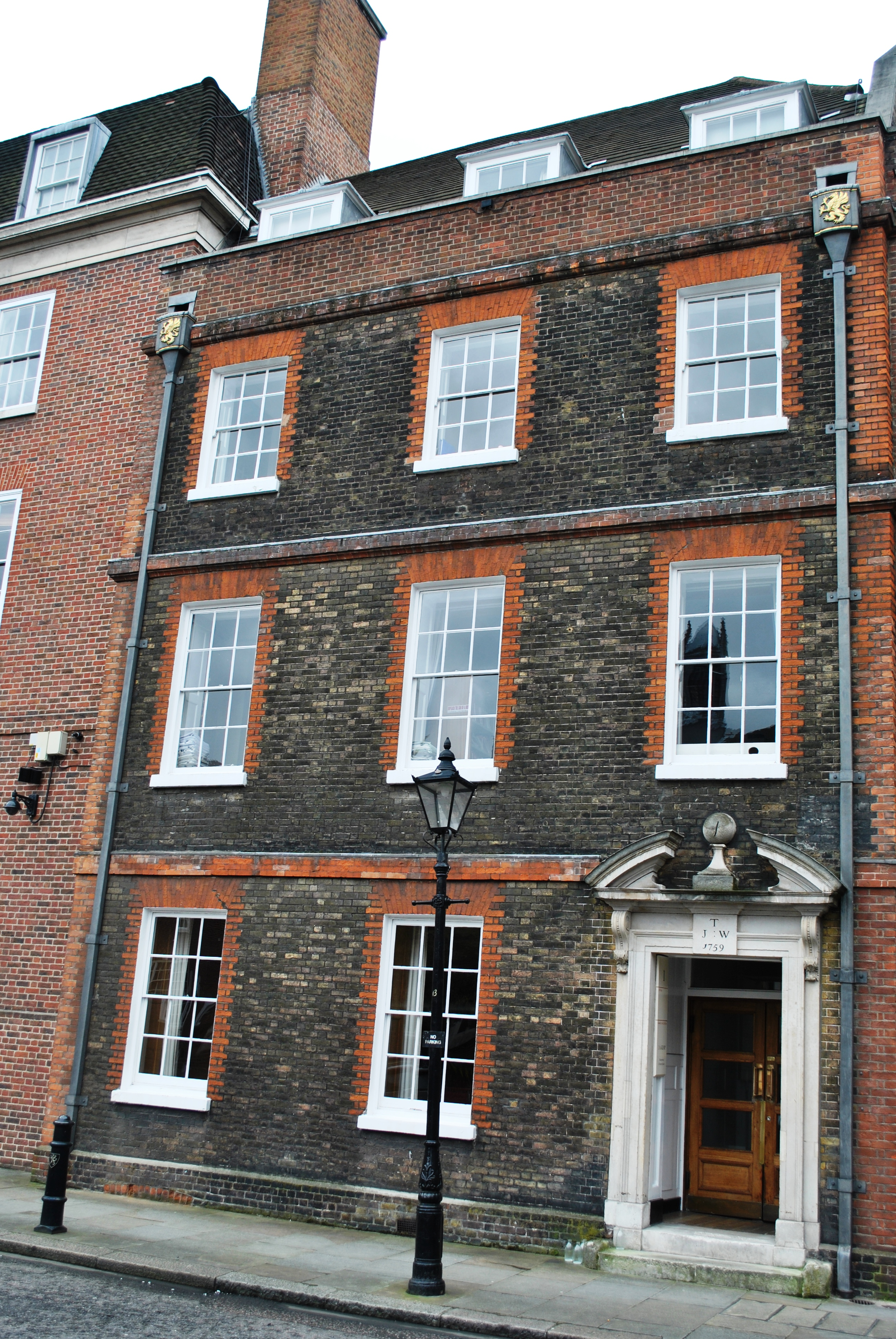
Юридична школа «Грейс-Інн».

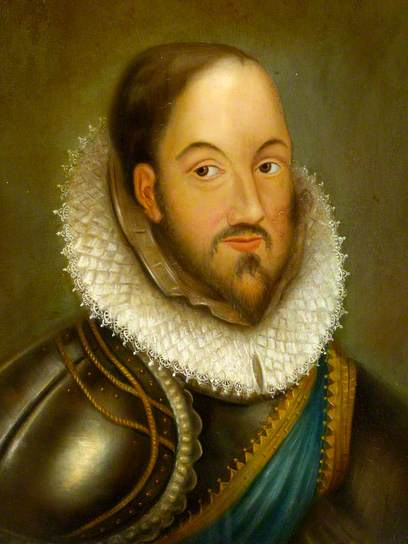
Сер Артур Чічестер (1563—1625).

Сер Едмунд (Едвард) Пелхем (англ. Sir Edmund (or Edward) Pelham; бл. 1533—1606) — англійський аристократ з відомої родини Пелхем із Лаутона, Східний Сассекс, Англія. Він був юристом, лорд-суддею в Ірландії, він обіймав посади головного барона ірландського казначейства, уповноваженого охоронця Великої Печатки Ірландії, був відомий як перший суддя, який був суддею на першому суді присяжних в Ольстері. Його кар'єра постраждала через підозри в тому, що він таємно був римо-католиком. Ці підозри були частково пов'язані з його одруженням з жінкою з відомої родини релігійних відступників, а частково через відкриту байдужість, яку він і його дружина виявляли до англіканської віри.

## Життєпис

### Походження
Едмунд Пелхем був п'ятим сином сера Вільяма Пелхема з Лаутона в Східному Сассексі та його другої дружини Мері Сендіс — доньки Вільяма Сендіса, І барона Сендіс з Вайну та Маргарет Брей. Сер Вільям Пелхем, лорд-суддя Ірландії (помер у 1587 р.) був його рідним братом, а сер Ніколас Пелхем (1517—1560) був його старшим зведеним братом.

### Ранні роки
Батько Едмунда Пелхема помер, коли йому було близько п'яти років. Мало що записано про його життя до 1563 року, коли його прийняли в юридичну школу «Грейс Інн». Він був покликаний до адвокатури в 1574 році. Він працював в юридичній школі і спілці «Грейс Інн» протягом 40 років, дослужившись до певних титулів — читача і старійшини. Але він не просунувся далеко в своїй юридичній кар'єрі, хоча він був обраний до Палати громад парламенту Англії як депутат від Гастінгса в 1597 році. Той факт, що його дружина Еллен Даррел належала до відкрито католицької родини, що не приховувала своє віросповідання, безсумнівно, заважав його кар'єрі. Його вороги звинувачували його якщо не в справжніх католицьких симпатіях, то принаймні в тому, що він «холодний професор» протестантської віри. Він рідко і лише з явним небажанням відвідував служби Англіканської Церкви і ще рідше приступав до Святого Причастя, у той час, коли невідвідування Церкви раз на тиждень і причастя принаймні раз на рік було порушенням закону, а також є доказом віровідступництва.

### Життя і служба в Ірландії
У 1601 році він нарешті отримав посаду сержанта Ірландії: оскільки йому було близько 70 років, можна було розумно очікувати, що це стане вершиною його кар'єри. Однак у 1602 році сера Роберта Напіра, якого давно вважали непридатним для високої посади, нарешті було усунено з посади головного ірландського барона, а Едмунда Пелхема внаслідок великого досвіду його брата на посаді лорд-судді Ірландії, було обрано на заміну. Його вороги з радістю помітили, що іспанське вторгнення в Ірландію та подальша битва при Кінсейл сповнили його трепетом, і його звинуватили в навмисному затриманні свого від'їзду до Ірландії, доки не буде відновлено мир. Схоже, що він прийняв цю посаду, помилково вважаючи, що вона лише на один рік. Коли він прибув, він посварився з Нейпіром щодо того, хто має право на жалування за останній квартал.
Як верховного барона Едмунда Пелхема найбільше пам'ятають тим, що він провів перші судові процеси суду присяжних у Донеголі в 1603 році. Допускаючи елемент самопохвали у своєму власному описі суду присяжних, він, здається, досяг успіху в цьому завданні: він писав, що «люди шанували його, наче він був ангелом з небес, і молилися, стоячи на колінах, щоб він повернувся, щоб служити їм правосуддям». У 1604 році король Англії Яків I був посвятив його у лицарі в Гринвічі. Едмунд Пелхем брав участь у комісії з розслідування шкоди, завданої землевласникам під час Дев'ятирічної війни в Ірландії, брав участь у Лейнстерському суді в 1605 році та виконував обов'язки уповноваженого Великої печатки Ірландії у тому ж 1605 році. Однак тепер він був старим і хворим: він поїхав до Бата, щоб відновити своє здоров'я в 1606 році, але помер у Честері 4 червня. Сер Артур Чічестер, лорд-депутат Ірландії, похвалив його як старанного та дуже гідного суддю, але висловив жаль, що його хвороба завадила ефективній роботі казначейства.

### Родина
Його шлюб з Еллен (Хелен) Даррелл, дочкою Томаса Даррелла з замку Скотні, Сассекс, Англія і його другий шлюб з Мері Ройдон, були несподіваними для амбітного адвоката, оскільки Даррелли були відомими відступниками від протестантизму, які дозволили католикам та єзуїтам використовувати замок Скотні як притулок. У нього було п'ятеро синів, у тому числі його старший син і спадкоємець Герберт (народився в 1587 році), предок Пелхамів з Кетсфілда, і три дочки, включаючи Еллен (яка була ще жива в 1609 році). Його вдова продовжувала потерпати від різних юридичних проблем після його смерті через свою католицьку віру. Здається, мало що відомо про дітей Едмунда, за винятком його старшого сина. Герберт і його дочка Еллен, яка була звинувачена у віровідступності в 1609 році разом із своєю матір'ю. Її брат Герберт, навпаки, вважався рішучим радикальним протестантом і пуританином, який, як і більшість пуритан, був проти того, щоб місцевий вікарій носив сурпліку. Він яскраво порівняв цю практику зі свинею в сідлі, про що у 1611 році місцевий староста написав донос на нього владі.